# Richard Sklba
Richard John Sklba (ur. 11 września 1935 w Racine, Wisconsin, zm. 21 listopada 2024 w Milwaukee) – amerykański duchowny katolicki, biskup pomocniczy Milwaukee w latach 1979–2010.

## Życiorys
Święcenia kapłańskie otrzymał w dniu 20 grudnia 1959. Służył duszpastersko na terenie rodzinnej archidiecezji Milwaukee.
6 listopada 1979 mianowany biskupem pomocniczym Milwaukee ze stolicą tytularną Castro di Puglia. Sakry udzielił mu abp Rembert Weakland OSB. Na emeryturę przeszedł 18 października 2010.